# Sjostedtiella vitripennis
Sjostedtiella vitripennis là một loài tò vò trong họ Ichneumonidae.